# روبل ۲۱۶۰۷
سیارک ۲۱۶۰۷ (به انگلیسی: 21607 Robel، نامگذاری:1999GG34) بیست و یک هزار و ششصد و هفتمین سیارک کشف شده‌است که در ۶ آوریل ۱۹۹۹ کشف شد.
قدر مطلق سیارک برابر ۳۵.۴ است.